# Eskmo
 (janvier 2018).
Brendan Nathaniel Angelides, mieux connu sous le nom d'Eskmo, est un auteur-compositeur de musique électronique résidant à San Francisco. Son style se rapproche du dubstep et il est très apprécié par les amateurs du genre, mais l'artiste préfère définir sa musique comme la fusion d'influences diverses : « Je suis autant inspiré par le grime, le break ou le dubstep que par des musiques plus bizarres, comme The Residents par exemple »
À l'origine son nom d'artiste, choisi pour un projet de fin d'étude, devait être Eskimo. Pour une raison inconnue le « i » a disparu, il apprit plus tard qu'un autre auteur de musique électronique avait déjà choisi le nom Eskimo.

## Biographie
Originaire du Connecticut, Eskmo tombe amoureux très tôt de la musique et commence à jouer dans des groupes au lycée. Il est connu pour sa participation à la bande originale de la série 13 Reasons Why.

## Discographie

### Albums studio
- 1999 : Machines On Task
- 2001 : Illuminate
- 2003 : Ascension
- 2010 : Eskmo
- 2015 : SOL

### EP
- 2009 : Hypercolor
- 2009 : The Willow Grail
- 2011 : Eskmo (Ambient P-Stretch Mixes)
- 2012 : Language
- 2013 : Terra
- 2014 : B-Sides Unreleased Vol.1 (2008-2012)
- 2016 : SOL B-Sides

### Singles
- 2002 : Cower / Lord Of Life
- 2003 : Blue Tundra / Atlantis
- 2004 : Time To React / Basement (w- Backdraft)
- 2005 : Cliffside / Embryonic
- 2005 : Only A Few / Forces Of Spirit
- 2006 : No Man's Land / Waterfight
- 2007 : Speakers Corner (w- Quest)
- 2007 : Speaking In Tongues / Inastance
- 2007 : Jetski / Sand Dunes
- 2009 : Let Them Sing
- 2009 : Agnus Dei / Harmony
- 2010 : Hendt / Lands And Bones (w- Eprom)
- 2010 : Sister, You Have Got To Listen
- 2010 : Cloudlight / Come Back
- 2011 : We Got More / Moving Glowstream
- 2014 : California
- 2014 : Aspen
- 2015 : Mind Of War

### Remix
- 2008 : Speakers Corner (Remix)
- 2009 : Jetski / Sand Dunes (Remix)

### Mixes
- 2009 : Colorbrain Mix
- 2011 : Exclusive Ninja Tune Mix
- 2013 : Earth and Words Mix
- 2014 : Movement Mixtape

### OST
- 2017 : Billions (Original Series Soundtrack)
- 2017 : 13 Reasons Why (A Netflix Original Series Score)
- 2018 : 13 Reasons Why (Season 2 - Original Series Score)
- 2019 : 13 Reasons Why (Season 3 - Original Series Score)
- 2023 : Assassin's Creed Mirage